# Witchcult Today
Witchcult Today to szósty album doommetalowego zespołu Electric Wizard. W większości został nagrany na sprzęcie audio z lat 70' w Toe Rag Studios, i wydany w listopadzie 2007 roku. Witchcult Today jest mniej „szorstki” i agresywny od poprzednich płyt a śpiew Jusa Oborna został bardziej uwydatniony. Płyta zyskała najlepsze przyjęcie wśród słuchaczy w całej siedmioletniej karierze zespołu. 
Zespół kontynuuje swoje fascynacje filmami grozy. Utwór „Satanic Rites of Drugula” zapożyczył nazwę z filmu wytwórni Hammer Studios, The Satanic Rites of Dracula, a „Dunwich” natomiast z krótkiego opowiadania H.P. Lovecrafta, The Dunwich Horror.

## Lista utworów
1. „Witchcult Today” – 7:54
2. „Dunwich” – 5:34
3. „Satanic Rites of Drugula” – 6:06
4. „Raptus” – 2:13
5. „The Chosen Few” – 8:19
6. „Torquemada '71” – 6:42
7. „Black Magic Rituals & Perversions” – 11:01
I. „Frisson Des Vampires"
II. „Zora"
8. „Saturnine” – 11:04
9. „Raptus Reprise” – 2:21 (tylko w edycji japońskiej)

## Muzycy
- Jus Oborn - gitara, śpiew, sitar
- Liz Buckingham - gitara, Organy Hammonda
- Rob Al-Issa - gitara basowa
- Shaun Rutter - perkusja
- Teksty - Jus Oborn
- Muzyka - Electric Wizard
- Okładka - Jus Oborn
- Liam Watson - miksy, sprzęt
- Noel Summerville - mastering

## Historia wydawnictwa
| Rok  | Wytwórnia   | Format | Kraj    | Wyprzedany? | Uwagi |
| ---- | ----------- | ------ | ------- | ----------- | --- |
| 2007 | Rise Above  | CD     | U.K.    | Tak         | limitowana czarna płyta/aluminiowe opakowanie na płytę                                                                   |
| 2007 | Leaf Hound  | CD     | Japonia | Nie         | zawiera dodatkowy utwór                                                                                                  |
| 2007 | Candlelight | CD     | U.S.    | Nie         | |
| 2007 | Rise Above  | 2LP    | U.K.    | Tak         | edycja specjalna; zawiera plakat i opaskę; limitowane 500 kopii (100 purpurowych, 200 czarnych/srebrnych, 200 zielonych) |
| 2007 | Rise Above  | 2LP    | U.K.    | Tak         | limitowane 1000 kopii (500 czarnych, 500 przezroczystych)                                                                |